# No End
No End från 2013 är ett soloalbum av Keith Jarrett . Det spelades in i Jarretts hemstudio redan 1986 men släpptes först 2013. Jarrett spelar själv alla instrument.

## Låtlista
All musik är skriven av Keith Jarrett.

### Cd 1
1. I – 7:22
2. II – 3:37
3. III – 5:39
4. IV – 5:25
5. V – 3:39
6. VI – 5:36
7. VII – 4:6
8. VIII – 3:57
9. IX – 4:47
10. X – 2:33

### Cd 2
1. XI – 4:5
2. XII – 6:14
3. XIII – 3:48
4. XIV – 4:55
5. XV – 4:28
6. XVI – 2:46
7. XVII – 3:40
8. XVIII – 5:48
9. XIX – 7:12
10. XX – 3:4

## Medverkande
- Keith Jarrett – elgitarr, elbas, trummor, tabla, slagverk, röst, blockflöjt, piano